# Vẹt hoàng đế Úc
Vẹt hoàng đế Úc, tên khoa học Alisterus scapularis, là một loài chim trong họ Psittacidae.

## Phân loài

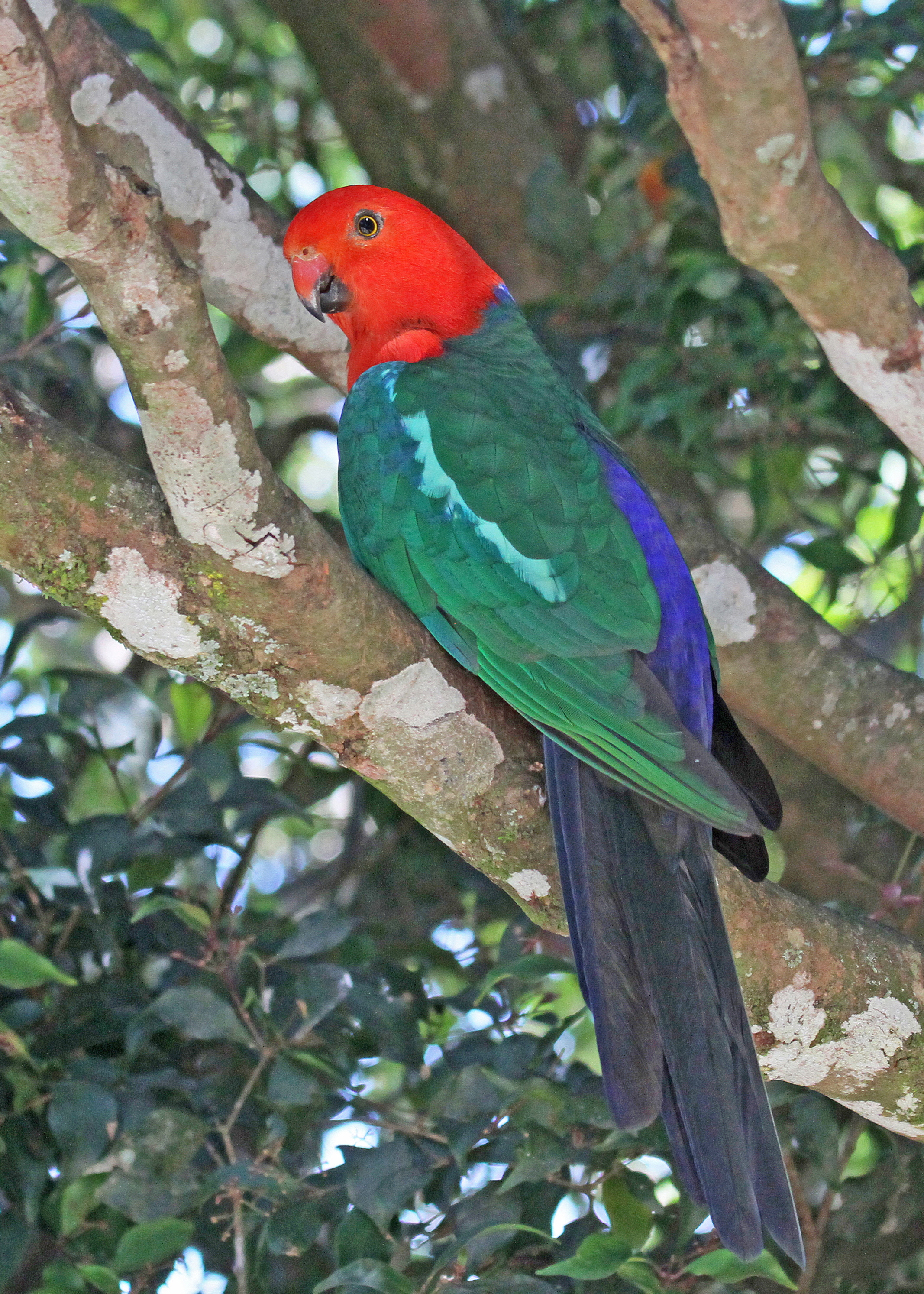
Con trống tại Công viên Quốc gia Lamington

Có hai phân loài được công nhận, hai phân loài này được phân biệt bằng kích cỡ:
- A. scapularis (Lichtenstein, 1816)
  - A. s. minor (Mathews, 1911)
  - A. s. scapularis (Lichtenstein, 1816)